# 拉多姆省 (俄羅斯帝國)
拉多姆省（俄语：Радомская губерния）是波蘭會議王國的一個省，位於王國的南部，相當於今日波蘭的中部偏東。面積10,854.0平方俄里（11,578平方公里），1897年人口814,947人。首府拉多姆。
1844年設省，1867年分出凱爾采省，一縣讓予彼得庫夫省剩下7縣。